# Мацарели (Перуђа)
Мацарели је насеље у Италији у округу Перуђа, региону Умбрија.
Према процени из 2011. у насељу је живело 46 становника. Насеље се налази на надморској висини од 277 м.